# Frank Edward Tours
Frank Edward Tours, beter bekend als Frank E. Tours (Hammersmith, Londen, 1 september 1877 – Santa Monica (Californië), Los Angeles, 2 februari 1963) was een Amerikaans/Brits componist van Nederlandse komaf.

## Leven
Hij was zoon van musicus Berthold Tours en Susan Elizabeth Taylor. Grootvader was organist Bartholomeus Tours en overgrootvader organist Jacob Tours. Frank E. Tours werd begraven op Westwood Memorial Park, alwaar ook zijn Amerikaanse vrouw Helen Clark werd daar begraven. Zoon Frank Edward Tours (1927-2004) werd journalist.
Frank E. Tours genoot zijn opleiding aan het Royal College of Music. Docenten waren Sir Charles Villiers Stanford, Walter Parratt en Frederick Bridge (organist van Westminster Abbey). Zijn loopbaan startte als organist van de St John’s in Hammersmith, waarop hij dirigent werd bij enkele Britse orkesten werkende voor schouwburgen, bijvoorbeeld het Plaza Picture Theater. Zo toerde hij in 1898 door het land met ABC van Granville Bantock. Ook gaf hij leiding aan werken van Lionel Mockton, Paul Alfred Rubens en Ivan Caryll.
Van hem is de operette Melnotte uit 1901; andere werken (al dan niet met anderen geschreven):
- 1902: Mr. Wix of Wickham
- 1906: The little Cherub
- 1906: The dairymaids (met Paul Rubens)
- 1907: The hoyden
- 1909: The dashing little duke (Seymour Hick)
- 1910: Little Johnnie Jones
- 1911: La belle parre
- 1912: O-Mi-ly
- 1918: Girl o’ mine
- 1918: The victory girl
- 1920: Mimi
- See, see, A Chinese comic opera
- The new Alladin

Ook publiceerde hij enkele liederen met titels als Mothe o’mine, Red rose en A year ago. Na 1939 verdween hij in Nederland althans geheel uit beeld. Hij was sinds 1910 gevestigd in de Verenigde Staten.
Hij sloot zijn carrière af met een aantal jaren werk als orkestadviseur voor onder andere Paramount Pictures in zowel Engeland als de Verenigde Staten.

## Mother o’mine
Zijn succesvolste compositie is het lied Mother o’mine op tekst van Rudyard Kipling. Een aantal zangers legde de plaat vast. John McCormack legde op 28 maart 1913 Mother o’mine op tekst van Rudyard Kipling, in 2006 uitgegeven door Naxos in een serie historische opnamen. Dit lied werd in een versie voor bariton en orkest van Frank Black ook vastgelegd door Leonard Warren; 2010 (her-)uitgegeven door hetzelfde platenlabel.  Een ander teken van populariteit is dat het lied tussen 1906 en 1926 21 keer (gegevens 2023) te horen is geweest tijdens de Proms-concerten.